# Marinha da Nigéria
A Marinha da Nigéria (em inglês: Nigerian Navy) é o principal ramo naval das Forças Armadas da Nigéria. 

## Marinha
Em 1887, o Governo colonial da Nigéria estabeleceu o Lagos Marine como uma organização quase militar que combina as funções da atual Autoridade Portuária da Nigéria, o Inland Waterways e as funções de polícia marítima, de um dia da marinha moderna. Quando   Norte e Sul da Nigéria foram reunidos num só país, em 1914, as duas forças navais tornaram-se Marinha da Nigéria, e em 1 de Junho de 1956 depois de fazer lobby para uma força naval de pleno direito, em vez de uma autoridade de portos, a Força Naval da Nigéria foi estabelecida. HMS Hare, uma Algerine class minesweeper foi renomeada Nigéria recomissionada como a capitânia da nova marinha em 21 de julho de 1959.

## Aeronaves navais
- 4 x Augusta A109  helicóptero utilitário
- Aerostar tactical Veículos aéreos não tripulados (UAV) Comprado juntamente com  Veículos Mar não tripulados (USV) [2]

### Afastado
- helicópteros Lynx